# Ronde van Emilia 2018
De 101e editie van de wielerwedstrijd Ronde van Emilia werd gehouden op 6 oktober 2018. De wedstrijd startte en eindigde in Bologna. De wedstrijd maakte deel uit van de UCI Europe Tour 2018, in de categorie 1.HC. In 2017 won de Italiaan Giovanni Visconti. Deze editie werd gewonnen door zijn landgenoot Alessandro De Marchi.

## Mannen

### Uitslag
| Ronde van Emilia 2018 |                       |                    |          |
| Plaats                | Naam                  | Ploeg              | Tijd     |
| Winnaar               | Alessandro De Marchi  | BMC Racing Team    | 5u09'35" |
| 2                     | Rigoberto Urán        | EF Education First | + 8"     |
| 3                     | Dylan Teuns           | BMC Racing Team    | + 9"     |
| 4                     | Michael Woods         | EF Education First | z.t.     |
| 5                     | Thibaut Pinot         | Groupama-FDJ       | + 13"    |
| 6                     | Romain Bardet         | AG2R La Mondiale   | z.t.     |
| 7                     | Primož Roglič         | LottoNL-Jumbo      | z.t.     |
| 8                     | Vincenzo Nibali       | Bahrain-Merida     | + 15"    |
| 9                     | Domenico Pozzovivo    | Bahrain-Merida     | + 18"    |
| 10                    | Sébastien Reichenbach | Groupama-FDJ       | + 21"    |

## Vrouwen
De vijfde vrouweneditie van de Ronde van Emilia werd gewonnen door de Litouwse Rasa Leleivytė. Zij werd een jaar eerder al tweede, achter Tatiana Guderzo.

### Uitslag
| Ronde van Emilia voor vrouwen 2018 |                       |                         |          |
| Plaats                             | Naam                  | Ploeg                   | Tijd     |
| Winnaar                            | Rasa Leleivytė        | Aromitalia Vaiano       | 2u25'25" |
| 2                                  | Arlenis Sierra        | Astana                  | + 9"     |
| 3                                  | Cecilie Uttrup Ludwig | Cervélo-Bigla           | z.t.     |
| 4                                  | Tatiana Guderzo       | BePink                  | + 13"    |
| 5                                  | Ane Santesteban       | Alé Cipollini           | + 23"    |
| 6                                  | Hanna Nilsson         | BTC City Ljubljana      | + 25"    |
| 7                                  | Urša Pintar           | BTC City Ljubljana      | + 26"    |
| 8                                  | Yevheniya Vysotska    | S.C. Michela Fanini Rox | z.t.     |
| 9                                  | Polona Batagelj       | BTC City Ljubljana      | z.t.     |
| 10                                 | Sofia Bertizzolo      | Astana                  | + 29"    |

1909 · 1910 · 1911 · 1912 · 1913 · 1914 · 1915 · 1916 · 1917 · 1918 · 1919 · 1920 · 1921 · 1922 · 1923 · 1924 · 1925 · 1926 · 1927 · 1928 · 1929 · 1930 · 1931 · 1932 · 1933 · 1934 · 1935 · 1936 · 1937 · 1938 · 1939 · 1940 · 1941 · 1942 · 1943 · 1944 · 1945 · 1946 · 1947 · 1948 · 1949 · 1950 · 1951 · 1952 · 1953 · 1954 · 1955 · 1956 · 1957 · 1958 · 1959 · 1960 · 1961 · 1962 · 1963 · 1964 · 1965 · 1966 · 1967 · 1968 · 1969 · 1970 · 1971 · 1972 · 1973 · 1974 · 1975 · 1976 · 1977 · 1978 · 1979 · 1980 · 1981 · 1982 · 1983 · 1984 · 1985 · 1986 · 1987 · 1988 · 1989 · 1990 · 1991 · 1992 · 1993 · 1994 · 1995 · 1996 · 1997 · 1998 · 1999 · 2000 · 2001 · 2002 · 2003 · 2004 · 2005 · 2006 · 2007 · 2008 · 2009 · 2010 · 2011 · 2012 · 2013 · 2014 · 2015 · 2016 · 2017 · 2018 · 2019 · 2020 · 2021 · 2022 · 2023 · 2024